# Południowa Afryka na Letnich Igrzyskach Olimpijskich 2016
Południową Afrykę na Letnich Igrzyskach Olimpijskich 2016 reprezentowało 138 zawodników: 93 mężczyzn i 45 kobiet. Był to dziewiętnasty start reprezentacji RPA na letnich igrzyskach olimpijskich.

## Zdobyte medale
| Medal  | Zawodnik | Dyscyplina    | Konkurencja                      | Rezultat                                                     | Data        |
| ------ | --- | ------------- | -------------------------------- | ------------------------------------------------------------ | ----------- |
| Złoto  | Wayde van Niekerk | Lekkoatletyka | Bieg na 400 m mężczyzn           | 43,03                                                        | 14 sierpnia |
| Złoto  | Caster Semenya | Lekkoatletyka | Bieg na 800 m kobiet             | 1:55,28                                                      | 20 sierpnia |
| Srebro | Cameron van der Burgh | Pływanie      | 100 m stylem klasycznym mężczyzn | 58,69 s                                                      | 7 sierpnia  |
| Srebro | Chad le Clos | Pływanie      | 200 m stylem dowolnym mężczyzn   | 1:45,20                                                      | 8 sierpnia  |
| Srebro | Chad le Clos | Pływanie      | 100 m stylem motylkowym mężczyzn | 51,14 s                                                      | 12 sierpnia |
| Srebro | Shaun Keeling, Lawrence Brittain | Wioślarstwo   | dwójka bez sternika mężczyzn     | 7:02,51                                                      | 11 sierpnia |
| Srebro | Luvo Manyonga | Lekkoatletyka | skok w dal mężczyzn              | 8,37 m                                                       | 13 sierpnia |
| Srebro | Sunette Viljoen | Lekkoatletyka | rzut oszczepem kobiet            | 64,92 m                                                      | 18 sierpnia |
| Brąz   | Kyle Brown, Tim Agaba, Philip Snyman, Werner Kok, Dylan Sage, Kwagga Smith, Rosko Specman, Cheslin Kolbe, Cecil Afrika, Justin Geduld, Juan de Jongh, Seabelo Senatla | Rugby         | turniej mężczyzn                 | w meczu o brązowy medal pokonali reprezentację Japonii 54:14 | 11 sierpnia |
| Brąz   | Henri Schoeman | Triathlon     | mężczyźni                        | 1:45:43                                                      | 18 sierpnia |

## Skład reprezentacji

### Badminton
| Zawodnik       | Konkurencja        | Faza grupowa          | Faza grupowa                 | Faza grupowa     | Pozycja | 1/8              | Ćwierćfinały     | Półfinały        | Finał            | Finał   | Źródło |
| Zawodnik       | Konkurencja        | Przeciwnik Wynik      | Przeciwnik Wynik             | Przeciwnik Wynik | Pozycja | Przeciwnik Wynik | Przeciwnik Wynik | Przeciwnik Wynik | Przeciwnik Wynik | Pozycja | Źródło |
| -------------- | ------------------ | --------------------- | ---------------------------- | ---------------- | ------- | ---------------- | ---------------- | ---------------- | ---------------- | ------- | ------ |
| Jacob Maliekal | gra pojedyncza (m) | Son 0:2 (10-21,10-21) | Pocztariow 2:0 (21-18,21-19) | N/A              | 2.      | NQ               | NQ               | NQ               | NQ               | NQ      | [ 7 ]  |

### Gimnastyka
| Zawodnik       | Konkurencja            | Kwalifikacje | Kwalifikacje | Kwalifikacje | Kwalifikacje | Kwalifikacje | Kwalifikacje | Kwalifikacje | Kwalifikacje | Finał    | Finał    | Finał    | Finał    | Finał    | Finał    | Finał | Finał   | Źródło |
| Zawodnik       | Konkurencja            | Przyrząd     | Przyrząd     | Przyrząd     | Przyrząd     | Przyrząd     | Przyrząd     | Razem        | Pozycja      | Przyrząd | Przyrząd | Przyrząd | Przyrząd | Przyrząd | Przyrząd | Razem | Pozycja | Źródło |
| Zawodnik       | Konkurencja            | F            | PH           | R            | V            | PB           | HB           | Razem        | Pozycja      | F        | PH       | R        | V        | PB       | HB       | Razem | Pozycja | Źródło |
| -------------- | ---------------------- | ------------ | ------------ | ------------ | ------------ | ------------ | ------------ | ------------ | ------------ | -------- | -------- | -------- | -------- | -------- | -------- | ----- | ------- | ------ |
| Ryan Patterson | wielobój indywidualnie | 14,300       | 13,033       | 13,333       | 13,733       | 13,000       | 13,291       | 80,690       | 46.          | NQ       | NQ       | NQ       | NQ       | NQ       | NQ       | NQ    | NQ      | [ 8 ]  |

### Golf
| Zawodnik       | Konkurencja | Runda 1 | Runda 2 | Runda 3 | Runda 4 | Łącznie | Łącznie | Łącznie | Źródło |
| Zawodnik       | Konkurencja | Wynik   | Wynik   | Wynik   | Wynik   | Wynik   | Par     | Pozycja | Źródło |
| -------------- | ----------- | ------- | ------- | ------- | ------- | ------- | ------- | ------- | ------ |
| Brandon Stone  | Mężczyźni   | 75      | 72      | 71      | 75      | 293     | + 9     | 55.     | [ 9 ]  |
| Jaco van Zyl   | Mężczyźni   | 71      | 74      | 70      | 71      | 286     | + 2     | 43.     | [ 9 ]  |
| Paula Reto     | kobiety     | 74      | 67      | 68      | 71      | 280     | -4      | 16.     | [ 9 ]  |
| Ashleigh Buhai | kobiety     | 75      | 69      | 77      | 75      | 296     | +12     | 50.     | [ 9 ]  |

### Jeździectwo
| Zawodnik      | Koń      | Konkurencja              | Grand Prix | Grand Prix | Grand Prix Special | Grand Prix Special | Finał | Finał | Źródło |
| Zawodnik      | Koń      | Konkurencja              | Wynik      | Poz.       | Wynik              | Poz.               | Wynik | Poz.  | Źródło |
| ------------- | -------- | ------------------------ | ---------- | ---------- | ------------------ | ------------------ | ----- | ----- | ------ |
| Tanya Seymour | Ramoneur | Ujeżdżenie indywidualnie | 63,929     | 56.        | NQ                 | NQ                 | NQ    | NQ    | [ 10 ] |

### Judo
| Zawodnik     | Konkurencja | 1/32             | 1/16             | 1/8              | Ćwierćfinał      | Półfinał         | Repasaże         | Finał/ 3.miejsce | Finał/ 3.miejsce | Źródło |
| Zawodnik     | Konkurencja | Przeciwnik Wynik | Przeciwnik Wynik | Przeciwnik Wynik | Przeciwnik Wynik | Przeciwnik Wynik | Przeciwnik Wynik | Przeciwnik Wynik | Pozycja          | Źródło |
| ------------ | ----------- | ---------------- | ---------------- | ---------------- | ---------------- | ---------------- | ---------------- | ---------------- | ---------------- | ------ |
| Zack Piontek | - 90 kg     | BYE              | Camilo P 000-101 | NQ               | NQ               | NQ               | NQ               | NQ               | NQ               | [ 11 ] |

### Kajakarstwo
| Zawodniczka       | Konkurencja      | Eliminacje | Eliminacje | Półfinały | Półfinały | Finał    | Finał      | Pozycja | Źródło |
| Zawodniczka       | Konkurencja      | Czas       | Pozycja    | Czas      | Pozycja   | Czas     | Pozycja    | Pozycja | Źródło |
| ----------------- | ---------------- | ---------- | ---------- | --------- | --------- | -------- | ---------- | ------- | ------ |
| Bridgitte Hartley | K-1 200 m kobiet | 41,698     | 3.         | 41,478    | 3.        | 42,066   | 5. Finał B | 13.     | [ 12 ] |
| Bridgitte Hartley | K-1 500 m kobiet | 1:55,737   | 3.         | 1:58,397  | 5.        | 2:01,890 | 8.         | 16.     | [ 12 ] |

### Kolarstwo

#### Kolarstwo szosowe
| Zawodnik           | Konkurencja                    | Czas     | Pozycja | Źródło |
| ------------------ | ------------------------------ | -------- | ------- | ------ |
| Daryl Impey        | wyścig ze startu wspólnego (m) | 6:19:43  | 28.     | [ 13 ] |
| Louis Meintjes     | wyścig ze startu wspólnego (m) | 6:10:27  | 7.      | [ 13 ] |
| An-Li Kachelhoffer | wyścig ze startu wspólnego (k) | 4:01:29  | 39.     | [ 14 ] |
| Ashleigh Moolman   | wyścig ze startu wspólnego (k) | 3:52:41  | 10.     | [ 14 ] |
| Ashleigh Moolman   | jazda indywidualna na czas (k) | 46:29,11 | 12.     | [ 14 ] |

#### Kolarstwo górskie
| Zawodnik      | Konkurencja       | Czas         | Pozycja | Źródło |
| ------------- | ----------------- | ------------ | ------- | ------ |
| Alan Hatherly | cross-country (m) | 1:42:03      | 26.     | [ 15 ] |
| James Reid    | cross-country (m) | strta 3 okr. | 42.     | [ 15 ] |

#### Kolarstwo BMX
| Zawodnik  | Konkurencja | Eliminacje | Eliminacje | Ćwierćfinał | Ćwierćfinał | Półfinał | Półfinał | Finał | Finał   | Źródło |
| Zawodnik  | Konkurencja | Wynik      | Miejsce    | Wynik       | Miejsce     | Wynik    | Miejsce  | Wynik | Miejsce | Źródło |
| --------- | ----------- | ---------- | ---------- | ----------- | ----------- | -------- | -------- | ----- | ------- | ------ |
| Kyle Dodd | mężczyźni   | 36,45      | 26.        | 14          | 6.          | NQ       | NQ       | NQ    | NQ      | [ 16 ] |

### Lekkoatletyka
Mężczyźni
Konkurencje biegowe
| Zawodnik             | Konkurencja        | Eliminacje | Eliminacje | Ćwierćfinał | Ćwierćfinał | Półfinał | Półfinał | Finał    | Finał   | Źródło |
| Zawodnik             | Konkurencja        | Wynik      | Miejsce    | Wynik       | Miejsce     | Wynik    | Miejsce  | Wynik    | Miejsce | Źródło |
| -------------------- | ------------------ | ---------- | ---------- | ----------- | ----------- | -------- | -------- | -------- | ------- | ------ |
| Henricho Bruintjies  | 100 m              | BYE        | BYE        | 10,33       | 44.         | NQ       | NQ       | NQ       | NQ      | [ 17 ] |
| Akani Simbine        | 100 m              | BYE        | BYE        | 10,14       | 13.         | 9,98     | 6.       | 9,94     | 5.      | [ 17 ] |
| Tlotliso Leotlela    | 200 m              | 20,59      | 43.        | N/A         | N/A         | NQ       | NQ       | NQ       | NQ      | [ 18 ] |
| Anaso Jobodwana      | 200 m              | 20,53      | 36.        | N/A         | N/A         | NQ       | NQ       | NQ       | NQ      | [ 18 ] |
| Clarence Munyai      | 200 m              | 20,66      | 52.        | N/A         | N/A         | NQ       | NQ       | NQ       | NQ      | [ 18 ] |
| Wayde van Niekerk    | 400 m              | 45,26      | 8.         | N/A         | N/A         | 44,45    | 5.       | 43,03    | złoto   | [ 19 ] |
| Jacob Rozani         | 800 m              | 1:49,79    | 44.        | N/A         | N/A         | NQ       | NQ       | NQ       | NQ      | [ 20 ] |
| Rynardt van Rensburg | 800 m              | 1:45,67    | 3.         | N/A         | N/A         | 1:45,33  | 13.      | NQ       | NQ      | [ 20 ] |
| Antonio Alkana       | 110 m przez płotki | 13,64      | 22.        | N/A         | N/A         | 13,55    | 17.      | NQ       | NQ      | [ 21 ] |
| Louis Jacob van Zyl  | 400 m przez płotki | 49,12      | 15.        | N/A         | N/A         | 49,00    | 12.      | NQ       | NQ      | [ 22 ] |
| Lindsay Hanekom      | 400 m przez płotki | 50,22      | 38.        | N/A         | N/A         | NQ       | NQ       | NQ       | NQ      | [ 22 ] |
| Le Roux Hamman       | 400 m przez płotki | 49,72      | 26.        | N/A         | N/A         | NQ       | NQ       | NQ       | NQ      | [ 22 ] |
| Elroy Gelant         | 5000 m             | 13:22,00   | 7.         | N/A         | N/A         | N/A      | N/A      | 13:17,47 | 14.     | [ 23 ] |
| Stephen Mokoka       | 10 000 m           | N/A        | N/A        | N/A         | N/A         | N/A      | N/A      | 27:54,57 | 18.     | [ 24 ] |
| Sibusiso Nzima       | maraton            | N/A        | N/A        | N/A         | N/A         | N/A      | N/A      | 2:25:33  | 97.     | [ 25 ] |
| Lungile Gongqa       | maraton            | N/A        | N/A        | N/A         | N/A         | N/A      | N/A      | DNF      | DNF     | [ 25 ] |
| Lusapho April        | maraton            | N/A        | N/A        | N/A         | N/A         | N/A      | N/A      | 2:15:24  | 24.     | [ 25 ] |
| Wayne Snyman         | chód na 20 km      | N/A        | N/A        | N/A         | N/A         | N/A      | N/A      | 1:29:20  | 58.     | [ 26 ] |
| Lebogang Shange      | chód na 20 km      | N/A        | N/A        | N/A         | N/A         | N/A      | N/A      | 1:25:07  | 44.     | [ 26 ] |
| Marc Mundell         | chód na 50 km      | N/A        | N/A        | N/A         | N/A         | N/A      | N/A      | 4:11:03  | 38.     | [ 27 ] |

Konkurencje techniczne
| Zawodnik               | Konkurencja    | Kwalifikacje | Kwalifikacje | Finał | Finał   | Źródło |
| Zawodnik               | Konkurencja    | Wynik        | Miejsce      | Wynik | Miejsce | Źródło |
| ---------------------- | -------------- | ------------ | ------------ | ----- | ------- | ------ |
| Stefan Brits           | skok w dal     | 7,71         | 22.          | NQ    | NQ      | [ 28 ] |
| Luvo Manyonga          | skok w dal     | 8,12         | 4.           | 8,37  | srebro  | [ 28 ] |
| Rushwal Samaai         | skok w dal     | 8,03         | 5.           | 7,97  | 9.      | [ 28 ] |
| Godfrey Khotso Mokoena | trójskok       | 16,51        | 21.          | NQ    | NQ      | [ 29 ] |
| Rocco van Rooyen       | rzut oszczepem | 78,48        | 24.          | NQ    | NQ      | [ 30 ] |

Dziesięciobój
| Zawodnik        | Konkurencja | 100 m | LJ   | SP    | HJ  | 400 m | 110H | DT | PV | JT | 1500 m | Razem | Pozycja | Źródło |
| --------------- | ----------- | ----- | ---- | ----- | --- | ----- | ---- | -- | -- | -- | ------ | ----- | ------- | ------ |
| Willem Coertzen | Rezultat    | 11,12 | 6,98 | 14,00 | DNS | -     | -    | -  | -  | -  | -      | DNF   | DNF     | [ 31 ] |
| Willem Coertzen | Punkty      | 834   | 809  | 728   | 0   | -     | -    | -  | -  | -  | -      | DNF   | DNF     | [ 31 ] |

Kobiety
Konkurencje biegowe
| Zawodnik          | Konkurencja        | Eliminacje | Eliminacje | Ćwierćfinał | Ćwierćfinał | Półfinał | Półfinał | Finał    | Finał   | Źródło |
| Zawodnik          | Konkurencja        | Wynik      | Miejsce    | Wynik       | Miejsce     | Wynik    | Miejsce  | Wynik    | Miejsce | Źródło |
| ----------------- | ------------------ | ---------- | ---------- | ----------- | ----------- | -------- | -------- | -------- | ------- | ------ |
| Carina Horn       | 100 m              | BYE        | BYE        | 11,32       | 18.         | 11,20    | 17.      | NQ       | NQ      | [ 32 ] |
| Alyssa Conley     | 100 m              | BYE        | BYE        | 11,57       | 41.         | NQ       | NQ       | NQ       | NQ      | [ 32 ] |
| Alyssa Conley     | 200 m              | 23,17      | 36.        | N/A         | N/A         | NQ       | NQ       | NQ       | NQ      | [ 33 ] |
| Justine Palframan | 200 m              | 23,33      | 43.        | N/A         | N/A         | NQ       | NQ       | NQ       | NQ      | [ 33 ] |
| Justine Palframan | 400 m              | 53,96      | 51.        | N/A         | N/A         | NQ       | NQ       | NQ       | NQ      | [ 34 ] |
| Tsholofelo Thipe  | 400 m              | 52,80      | 40.        | N/A         | N/A         | NQ       | NQ       | NQ       | NQ      | [ 34 ] |
| Caster Semenya    | 800 m              | 1:59,31    | 6.         | N/A         | N/A         | 1:58,15  | 1.       | 1:55,28  | złoto   | [ 35 ] |
| Dominique Scott   | 10 000 m           | N/A        | N/A        | N/A         | N/A         | N/A      | N/A      | 31:51,47 | 21.     | [ 36 ] |
| Wenda Theron-Nel  | 400 m przez płotki | 55,55      | 7.         | N/A         | N/A         | 55,83    | 13.      | NQ       | NQ      | [ 37 ] |
| Christine Kalmer  | maraton            | N/A        | N/A        | N/A         | N/A         | N/A      | N/A      | 2:48:24  | 96.     | [ 38 ] |
| Dina Lebo Phalula | maraton            | N/A        | N/A        | N/A         | N/A         | N/A      | N/A      | 2:41:46  | 63.     | [ 38 ] |
| Irvette van Zyl   | maraton            | N/A        | N/A        | N/A         | N/A         | N/A      | N/A      | DNS      | DNS     | [ 38 ] |
| Anel Oosthuizen   | chód 20 km         | N/A        | N/A        | N/A         | N/A         | N/A      | N/A      | 1:45:06  | 63.     | [ 39 ] |

Konkurencje techniczne
| Zawodniczka      | Konkurencja    | Kwalifikacje | Kwalifikacje | Finał | Finał   | Źródło |
| Zawodniczka      | Konkurencja    | Wynik        | Miejsce      | Wynik | Miejsce | Źródło |
| ---------------- | -------------- | ------------ | ------------ | ----- | ------- | ------ |
| Lynique Prinsloo | skok w dal     | 6,10         | 33.          | NQ    | NQ      | [ 40 ] |
| Sunette Viljoen  | rzut oszczepem | 63,54        | 6.           | 64,92 | srebro  | [ 41 ] |

### Piłka nożna
Turniej mężczyzn
- Reprezentacja mężczyzn

| - Jody February - Eric Mathoho - Repo Malepe - Mothobi Mvala - Rivaldo Coetzee - Kwanda Mngonyama - Menzi Masuku - Tyroane Sandows - Tashreeq Morris - Keagan Dolly |  | - Maphosa Modiba - Lebo Mothiba - Abbubaker Mobara - Gift Motupa - Phumlani Ntshangase - Itumeleng Khune - Tebogo Moerane - Deolin Mekoa - Andile Fikizolo - Thabiso Kutumela |

Reprezentacja RPA brała udział w rozgrywkach grupy A turnieju olimpijskiego zajmując w niej 4. miejsce i nie awansując do dalszych gier. Ostatecznie reprezentacja RPA została sklasyfikowana na 13. miejscu
Grupa A
| Drużyna           | M | Mecze | Mecze | Mecze | Bramki | Bramki | Bramki | Pkt |
| Drużyna           | M | W     | R     | P     | +      | -      | +/-    | Pkt |
| ----------------- | - | ----- | ----- | ----- | ------ | ------ | ------ | --- |
| Brazylia          | 3 | 1     | 2     | 0     | 4      | 0      | 4      | 5   |
| Dania             | 3 | 1     | 1     | 1     | 1      | 4      | -3     | 4   |
| Irak              | 3 | 0     | 3     | 0     | 1      | 1      | 0      | 3   |
| Południowa Afryka | 3 | 0     | 2     | 1     | 1      | 2      | -1     | 2   |

| 4 sierpnia 2016 21:00 CET | Brazylia | 0:0(0:0)Raport | Południowa Afryka | Estádio Nacional, Brasilia Widzów: 69 389 Sędzia: Antonio Mateu Lahoz |
|                           |          |                |                   |                                                                       |

| 7 sierpnia 2016 00:00 CET | Dania · Robert Skov 69' | 1:0(0:0) | RPA | Estádio Nacional, Brasilia Widzów: 32 314 Sędzia: Ryuji Sato |
|                           |                         |          |     |                                                              |

| 11 sierpnia 2016 03:00 CET | RPA · Gift Motupa 6' | 1:1(1:1) | Irak · 14' Saad Abdul-Amir | Arena Corinthians, São Paulo Sędzia: Roddy Zambrano |
|                            |                      |          |                            |                                                     |

Turniej kobiet
- Reprezentacja kobiet

| - Roxanne Barker - Lebogang Ramalepe - Nothando Vilakazi - Noko Matlou - Janine van Wyk - Mamello Makhabane - Stephanie Malherbe - Robyn Moodaly - Amanda Dlamini - Linda Motlhalo |  | - Shiwe Nogwanya - Jermaine Seoposenwe - Bambanani Mbane - Sanah Mollo - Refiloe Jane - Andile Dlamini - Leandra Smeda - Nompumelelo Nyandeni - Thembi Kgatlana |

Reprezentacja Południowej Afryki brała udział w rozgrywkach grupy E turnieju olimpijskiego zajmując w niej 4. miejsce i nie awansując do dalszych gier. Ostatecznie reprezentacja RPA została sklasyfikowana na 10. miejscu.
Grupa E	
| Drużyna           | M | Mecze | Mecze | Mecze | Bramki | Bramki | Bramki | Pkt |
| Drużyna           | M | W     | R     | P     | +      | -      | +/-    | Pkt |
| ----------------- | - | ----- | ----- | ----- | ------ | ------ | ------ | --- |
| Brazylia          | 3 | 2     | 1     | 0     | 8      | 1      | 7      | 7   |
| Chiny             | 3 | 1     | 1     | 1     | 2      | 3      | -1     | 4   |
| Szwecja           | 3 | 1     | 1     | 1     | 2      | 5      | -3     | 4   |
| Południowa Afryka | 3 | 0     | 1     | 2     | 0      | 3      | -3     | 1   |

| 3 sierpnia 2016 18:00 CET | Szwecja · Nilla Fischer 76' | 1:0(0:0)Raport | Południowa Afryka | Estádio Olímpico João Havelange, Rio de Janeiro Widzów: 13 439 Sędzia: Teodora Albon |
|                           |                             |                |                   |                                                                                      |

| 7 sierpnia 2016 00:00 CET | Południowa Afryka | 0:2(0:1)Raport | Chiny · 45+1' Gu Yasha · 87' Tan Ruyin | Estádio Olímpico João Havelange, Rio de Janeiro Widzów: 25 000 Sędzia: Esther Staubli |
|                           |                   |                |                                        |                                                                                       |

| 10 sierpnia 2016 03:00 CET | Południowa Afryka | 0:0(0:0)Raport | Brazylia | Arena da Amazônia, Manaus Widzów: 38 415 Sędzia: Stéphanie Frappart |
|                            |                   |                |          |                                                                     |

### Pływanie
Mężczyźni
| Zawodnik                                                       | Konkurencja       | Eliminacje | Eliminacje | Półfinał | Półfinał | Finał     | Finał   | Źródło |
| Zawodnik                                                       | Konkurencja       | Czas       | Miejsce    | Czas     | Miejsce  | Czas      | Miejsce | Źródło |
| -------------------------------------------------------------- | ----------------- | ---------- | ---------- | -------- | -------- | --------- | ------- | ------ |
| Bradley Tandy                                                  | 50 m dowolnym     | 21,94      | 12.        | 21,80    | 8.       | 21,79     | 6.      | [ 42 ] |
| Douglas Erasmus                                                | 50 m dowolnym     | 22,37      | 29.        | NQ       | NQ       | NQ        | NQ      | [ 42 ] |
| Chad le Clos                                                   | 100 m motylkowym  | 51,75      | 7.         | 51,43    | 2.       | 51,14     | srebro  | [ 43 ] |
| Chad le Clos                                                   | 200 m motylkowym  | 1:55,57    | 3.         | 1:55,19  | 4.       | 1:54,06   | 4.      | [ 44 ] |
| Chad le Clos                                                   | 200 m dowolnym    | 1:45,89    | 3.         | 1:45,94  | 7.       | 1:45,20   | srebro  | [ 45 ] |
| Myles Brown                                                    | 200 m dowolnym    | 1:46,78    | 13.        | 1:46,57  | 12.      | NQ        | NQ      | [ 45 ] |
| Myles Brown                                                    | 400 m dowolnym    | 3:45,92    | 12.        | N/A      | N/A      | NQ        | NQ      | [ 46 ] |
| Matthew Meyer                                                  | 1500 m dowolnym   | 15:36,22   | 41.        | N/A      | N/A      | NQ        | NQ      | [ 47 ] |
| Christopher Reid                                               | 100 m grzbietowym | 53,68      | 12.        | 53,70    | 10.      | NQ        | NQ      | [ 48 ] |
| Cameron van der Burgh                                          | 100 m klasycznym  | 59,35      | 7.         | 59,21    | 8.       | 58,69     | srebro  | [ 49 ] |
| Cameron van der Burgh                                          | 200 m klasycznym  | 2:12,67    | 26.        | NQ       | NQ       | NQ        | NQ      | [ 50 ] |
| Jarred Crous                                                   | 200 m klasycznym  | 2:12,64    | 25.        | NQ       | NQ       | NQ        | NQ      | [ 50 ] |
| Michael Meyer                                                  | 400 m zmiennym    | 4:18,13    | 17.        | N/A      | N/A      | NQ        | NQ      | [ 51 ] |
| Sebastien Rousseau                                             | 400 m zmiennym    | 4:18,72    | 21.        | N/A      | N/A      | NQ        | NQ      | [ 51 ] |
| Chad Ho                                                        | 10 km             | NQ         | NQ         | NQ       | NQ       | 1:53:04,8 | 10.     | [ 52 ] |
| Dylan Bosch Myles Brown Calvyn Justus Sebastien Rousseau       | 4 × 200m dowolnym | 7:12,61    | 11.        | N/A      | N/A      | NQ        | NQ      | [ 53 ] |
| Dylan Bosch Myles Brown Christopher Reid Cameron van der Burgh | 4 × 100m zmiennym | 3:36,50    | 13.        | N/A      | N/A      | NQ        | NQ      | [ 54 ] |

Kobiety
| Zawodniczka    | Konkurencja | Finał     | Finał   | Źródło |
| Zawodniczka    | Konkurencja | Czas      | Miejsce | Źródło |
| -------------- | ----------- | --------- | ------- | ------ |
| Michelle Weber | 10 km       | 1:59:05,0 | 18.     | [ 55 ] |

### Rugby union
Turniej mężczyzn
- Reprezentacja mężczyzn

| - Kyle Brown - Tim Agaba - Philip Snyman - Werner Kok - Dylan Sage - Kwagga Smith |  | - Rosko Specman - Cheslin Kolbe - Cecil Afrika - Justin Geduld - Juan de Jongh - Seabelo Senatla |

Reprezentacja Afryki Południowej brała udział w rozgrywkach grupy B turnieju olimpijskiego i zajęła w niej 1. miejsce awansując do ćwierćfinału. W ćwierćfinale pokonała reprezentację Australii 22:5 i awansowała do półfinału, w którym uległa reprezentacji Wielkiej Brytanii 5:7. W meczu o brązowy medal pokonała reprezentację Japonii 54:14 i zdobyła brązowy medal.
| Drużyna           | M | Mecze | Mecze | Mecze | Punkty | Punkty | Punkty | Pkt |
| Drużyna           | M | W     | R     | P     | +      | -      | +/-    | Pkt |
| ----------------- | - | ----- | ----- | ----- | ------ | ------ | ------ | --- |
| Południowa Afryka | 3 | 2     | 0     | 1     | 55     | 12     | 43     | 7   |
| Francja           | 3 | 2     | 0     | 1     | 57     | 45     | 12     | 7   |
| Australia         | 3 | 2     | 0     | 1     | 52     | 48     | 4      | 7   |
| Hiszpania         | 3 | 0     | 0     | 3     | 19     | 90     | -71    | 3   |

Rozgrywki grupowe
| 9 sierpnia 201611:30 | Południowa Afryka | 24:0 | Hiszpania | Deodoro Stadium, Rio de Janeiro |
| 9 sierpnia 201611:30 |                   | 24:0 |           | Deodoro Stadium, Rio de Janeiro |

| 9 sierpnia 201616:30 | Południowa Afryka | 26:0 | Francja | Deodoro Stadium, Rio de Janeiro |
| 9 sierpnia 201616:30 |                   | 26:0 |         | Deodoro Stadium, Rio de Janeiro |

| 10 sierpnia 201611:30 | Południowa Afryka | 5:12 | Australia | Deodoro Stadium, Rio de Janeiro |
| 10 sierpnia 201611:30 |                   | 5:12 |           | Deodoro Stadium, Rio de Janeiro |

Ćwierćfinał
| 10 sierpnia 201618:30 | Południowa Afryka | 22:5 | Australia | Deodoro Stadium, Rio de Janeiro |
| 10 sierpnia 201618:30 |                   | 22:5 |           | Deodoro Stadium, Rio de Janeiro |

Półfinał
| 11 sierpnia 201615:00 | Wielka Brytania | 7:5 | Południowa Afryka | Deodoro Stadium, Rio de Janeiro |
| 11 sierpnia 201615:00 |                 | 7:5 |                   | Deodoro Stadium, Rio de Janeiro |

Mecz o 3. miejsce 
| 11 sierpnia 201618:30 | Japonia | 14:54 | Południowa Afryka | Deodoro Stadium, Rio de Janeiro |
| 11 sierpnia 201618:30 |         | 14:54 |                   | Deodoro Stadium, Rio de Janeiro |

### Skoki do wody
| Zawodnik      | Konkurencja                      | Preeliminacje | Preeliminacje | Półfinał | Półfinał | Finał  | Finał   | Źródło |
| Zawodnik      | Konkurencja                      | Punkty        | Miejsce       | Punkty   | Miejsce  | Punkty | Miejsce | Źródło |
| ------------- | -------------------------------- | ------------- | ------------- | -------- | -------- | ------ | ------- | ------ |
| Julia Vincent | trampolina 3 m indywidualnie (k) | 220,30        | 29.           | NQ       | NQ       | NQ     | NQ      | [ 62 ] |

### Triathlon
| Zawodnik        | Konkurencja | Pływanie (1,5 km) | Zmiana 1 | Jazda na rowerze (40 km) | Zmiana 2 | Bieg (10 km) | Czas    | Pozycja | Źródło |
| --------------- | ----------- | ----------------- | -------- | ------------------------ | -------- | ------------ | ------- | ------- | ------ |
| Mari Rabie      | kobiety     | 19:04             | 0:52     | 1:01:32                  | 0:36     | 37:10        | 1:59:13 | 11.     | [ 63 ] |
| Gillian Sanders | kobiety     | 19:50             | 0:56     | 1:03:59                  | 0:39     | 36:05        | 2:01:29 | 29.     | [ 63 ] |
| Richard Murray  | mężczyźni   | 18:20             | 0:46     | 56:36                    | 0:35     | 30:34        | 1:45:50 | 4.      | [ 64 ] |
| Henri Schoeman  | mężczyźni   | 17:25             | 0:53     | 55:32                    | 0:34     | 32:20        | 1:45:43 | brąz    | [ 64 ] |

### Wioślarstwo
| Zawodnik                                        | Konkurencja | Eliminacje | Eliminacje | Repesaż | Repesaż | Półfinały | Półfinały       | Finał   | Finał      | Miejsce | Źródło |
| Zawodnik                                        | Konkurencja | Czas       | M.         | Czas    | M.      | Czas      | M.              | Czas    | M.         | Miejsce | Źródło |
| ----------------------------------------------- | ----------- | ---------- | ---------- | ------- | ------- | --------- | --------------- | ------- | ---------- | ------- | ------ |
| John Smith James Thompson                       | LM2x        | 6:23,10    | 1.         | BYE     | BYE     | 6:38,01   | 1. Półfinał A/B | 6:33,29 | 2. Finał A | 4.      | [ 65 ] |
| Shaun Keeling Lawrence Brittain                 | M2-         | 6:41,42    | 2.         | BYE     | BYE     | 6:27,59   | 3. Półfinał A/B | 7:02,51 | 2. Finał A | srebro  | [ 66 ] |
| David Hunt Jonty Smith Vincent Breet Jake Green | M4-         | 6:01,64    | 4.         | 6:34,97 | 1.      | 6:15,22   | 2. Półfinał A/B | 6:05,80 | 4. Finał B | 4.      | [ 67 ] |
| Ursula Grobler Kirsten McCann                   | LW2x        | 7:07,37    | 1.         | BYE     | BYE     | 7:19,09   | 1. Półfinał A/B | 7:11,26 | 5. Finał A | 5.      | [ 68 ] |
| Lee-Ann Persse Kate Christowitz                 | W2-         | 7:11,29    | 2.         | BYE     | BYE     | 7:24,03   | 3. Półfinał A/B | 7:28,50 | 5. Finał A | 5.      | [ 69 ] |

### Żeglarstwo
| Zawodnik                  | Konkurencja | Wyścig | Wyścig | Wyścig | Wyścig | Wyścig | Wyścig | Wyścig | Wyścig | Wyścig | Wyścig | Wyścig | Wyścig | Wyścig | Punkty | Finałowa pozycja | Źródło |
| Zawodnik                  | Konkurencja | 1      | 2      | 3      | 4      | 5      | 6      | 7      | 8      | 9      | 10     | 11     | 12     | M*     | Punkty | Finałowa pozycja | Źródło |
| ------------------------- | ----------- | ------ | ------ | ------ | ------ | ------ | ------ | ------ | ------ | ------ | ------ | ------ | ------ | ------ | ------ | ---------------- | ------ |
| Stefano Marcia            | Laser       | 30     | 25     | 42     | 38     | 43     | 38     | 44     | 36     | 39     | 40     | N/A    | N/A    | NQ     | 331    | 40.              | [ 70 ] |
| Jim Asenathi Roger Hudson | 470         | 18     | 24     | 15     | 14     | 11     | 18     | 11     | 20     | 18     | 23     | N/A    | N/A    | NQ     | 148    | 20.              | [ 71 ] |